# Romantic Dreams
Romantic Dreams è un singolo del gruppo musicale statunitense Deftones, pubblicato il 24 settembre 2013 come quarto estratto dal settimo album in studio Koi no yokan.

## Video musicale
Il video, diretto da Brett Novak e pubblicato il 24 settembre 2013, mostra lo skater Jason Park intento a compiere alcune acrobazie con lo skateboard in una grande città di notte.

## Tracce
Testi di Chino Moreno, musiche dei Deftones.
1. Romantic Dreams – 4:38

## Formazione
Gruppo
- Abe Cunningham – batteria
- Chino Moreno – voce, chitarra
- Frank Delgado – tastiera, campionatore
- Sergio Vega – basso
- Stephen Carpenter – chitarra

Produzione
- Nick Raskulinecz – produzione
- Matt Hyde – registrazione, ingegneria del suono, produzione aggiuntiva
- Steve Olmon – assistenza tecnica
- Rich Costey – missaggio
- Chris Kasych – ingegneria Pro Tools
- Eric Sip – assistenza al missaggio
- Ted Jensen – mastering

## Classifiche
| Classifica (2013)             | Posizione massima |
| ----------------------------- | ----------------- |
| Stati Uniti (mainstream rock) | 20                |